# Сан-Фелипе (муниципалитет)
Сан-Фелипе (исп. San Felipe) — муниципалитет в Мексике, штат Юкатан, с административным центром в одноимённом посёлке. Численность населения, по данным переписи 2010 года, составила 1839 человек.

## Общие сведения
Город и муниципалитет были названы в честь Святого Фелипе — францисканского монаха и первого мексиканского святого.
Площадь муниципалитета равна 452 км², что составляет 1,13 % от общей площади штата, а наивысшая точка — 9 метров над уровнем моря.
Он граничит с другими муниципалитетами Юкатана: на востоке c Рио-Лагартос, на юге с Панабой, и на западе с Цилам-де-Браво, а на севере муниципалитет омывается водами Мексиканского залива.

## Учреждение и состав
Муниципалитет был образован 12 июля 1935 года, в его состав входит 32 населённых пункта, самым крупным из которых является административный центр:
| Код INEGI                  | Населённый пункт                                                                      | Численность населения (2005 год) | Численность населения (2010 год) |
| -------------------------- | ------------------------------------------------------------------------------------- | -------------------------------- | -------------------------------- |
| 065                        | Всего                                                                                 | 1838                             | 1839                             |
| 0001                       | Сан-Фелипе (исп. San Felipe) 21°34′02″ с. ш. 88°13′52″ з. д. (административный центр) | 1769                             | 1789                             |
| 0039                       | Актун-Ха (исп. Actún Há) 21°26′42″ с. ш. 88°10′19″ з. д.                              | 4                                | 4                                |
| 0057                       | Монсеррат (исп. Monserrat) 21°26′10″ с. ш. 88°20′55″ з. д.                            | 6                                | 2                                |
| —                          | Прочие                                                                                | 59                               | 44                               |
| Названия на карте Генштаба |                                                                                       |                                  |                                  |

## Экономика
По статистическим данным 2000 года, работоспособное население занято по секторам экономики в следующих пропорциях:
- сельское хозяйство и рыболовство — 60,6 %;
- торговля, сферы услуг и туризма — 30,3 %;
- производство и строительство — 8,1 %;
- безработные — 1 %.

## Инфраструктура
По статистическим данным 2010 года, инфраструктура развита следующим образом:
- протяжённость дорог: 42,2 км;
- электрификация: 96,6 %;
- водоснабжение: 96,4 %;
- водоотведение: 95,7 %.

## Достопримечательности
В муниципалитете можно посетить археологические памятники цивилизации майя: Исла-Серритос и Пасо-дель-Серро.